# Claude Rains
William Claude Rains (10. listopadu 1889 - 30. května 1967) byl britsko-americký filmový a divadelní herec, jehož kariéra trvala téměř sedm desetiletí. Po svém americkém filmovém debutu jako Dr. Jack Griffin ve filmu Neviditelný muž (1933) se objevil ve velmi uznávaných filmech jako The Adventures of Robin Hood (1938), Mr. Smith Goes to Washington (1939), Vlkodlak (1941), Casablanca a Kings Row (oba 1942), Notorious (1946), Lawrence z Arábie (1962) a The Greatest Story Ever Told (1965).
Získal cenu Tony a byl čtyřikrát nominován na Oscara pro nejlepšího herce ve vedlejší roli. Rains byl považován za „jednu z velkých postav filmového plátna“ a byl podle průvodce All-Movie Guide „nejlepší v rolích kultivovaných darebáků“.